# Guy Pedroncini
Guy Pedroncini, né le 17 mai 1924 à Paris et mort le 11 juillet 2006 au Puy-Sainte-Réparade, est un historien français spécialiste notamment de la Première Guerre mondiale et biographe de Pétain.

## Biographie
Ancien élève de l'École normale supérieure de Saint-Cloud, Guy Pedroncini a été le premier historien à étudier les mutineries de 1917. Il le fait dans un contexte, peu après la guerre d'Algérie où évoquer les mutineries ne va pas de soi. Mais, sur l'initiative de Pierre Renouvin, l'autorité militaire autorise le jeune chercheur à prendre connaissance des archives jusque là fermées, dont celles de la Justice militaire. Dans son ouvrage, Pedroncini relie les mutineries à l'échec de l'offensive Nivelle et voit en celles-ci un mouvement de protestation de citoyens devenus professionnels de la guerre. Alors même que le livre est un pas décisif dans la connaissance du phénomène des mutineries, on lui reproche dans l'atmosphère d'antimilitarisme qui entoure mai 1968 d'épouser les vues de l'autorité militaire. Le livre de Leonard Smith Between Mutiny and Obedience (Princeton, 1994) parviendra à des conclusions proches des siennes.
Il dirige l'Institut d'histoire des conflits contemporains de 1983 à 1995 et est éditeur en chef de la Revue des guerres mondiales et des conflits contemporains de 1985 à 1997.
Il est décédé le 11 juillet 2006 à l'âge de 82 ans.

## Publications
- Les Mutineries de 1917, Presses universitaires de France, 1967 ; 4e édition corrigée 1999  (ISBN 978-2130473756).
- 1917, les mutineries de l'armée française, Julliard, 1968.
- Les Négociations secrètes pendant la Grande Guerre, Flammarion, 1969.
- Le Haut Commandement français et la conduite de la guerre 1917-1918, Flammarion, 1971.
- Pétain, général en chef 1917-1918, Presses universitaires de France, 1974 ; 2e édition 1997  (ISBN 978-2130484295).
- Pétain, le soldat et la gloire, Perrin, 1989  (ISBN 2-262-00628-8).
- Journal du Maréchal Joffre, Service historique de l'Armée de terre, 1990  (ISBN 978-2863230657).
- Pétain, la victoire perdue 1918-1940, Perrin, 1995  (ISBN 978-2262010836).
- Histoire militaire de la France, tome III, Quadrige, 1995  (ISBN 978-2-13-048908-5).
- Des étoiles et des croix, Economica, 1995  (ISBN 978-2717828108).
- L'Émergence des armes nouvelles 1914-1918 (en collaboration avec Claude Carlier), Economica, coll. « Hautes études militaires », 1997  (ISBN 978-2717833096).
- La bataille de Verdun (en collaboration avec Claude Carlier), Economica, 1997  (ISBN 978-2717832549).
- Pétain, le soldat 1914-1940, Perrin, 1998  (ISBN 978-2262013868).
- Les Poilus ont la parole (en collaboration avec Jean Nicot et André Bach), Éditions Complexe, 1998  (ISBN 978-2870277287).
- La Grande Guerre d'un lieutenant d'artillerie – Carnets de guerre de 1914 à 1919 (avec Pierre Grison), L'Harmattan, 2000  (ISBN 978-2738478108).
- La Défense sous la Troisième République, tome I, Vaincre la défaite, 1872-1881, vol. 1, Armée de terre,  éd. Service historique de l'armée de terre, 2000  (ISBN 978-2863230510).